# 크리스 해먼드
크리스토퍼 앤드루 해먼드(Christopher Andrew Hammond, 1966년 1월 21일 ~ )는 미국의 전 프로 야구 좌완 투수이다. 메이저 리그 베이스볼(MLB) 팀 신시내티 레즈, 플로리다 말린스, 보스턴 레드삭스, 애틀랜타 브레이브스, 뉴욕 양키스, 오클랜드 애슬레틱스, 샌디에이고 파드리스 등지에서 뛰었다.